# 千島 (大阪市)
千島（ちしま）は、大阪府大阪市大正区にある町名。現行行政地名は千島一丁目から千島三丁目。

## 地理
大正区の中央部に位置し、南に小林東、南西に小林西、西に泉尾と北村、北に三軒家東、東に西成区と接している。

### 河川
- 木津川

## 千島団地
千島団地（ちしまだんち）は、千島2丁目に存在する都市再生機構が運営する住宅団地である。
1972年より入居が開始され、5棟の高層棟で構成される大規模団地である。

## 世帯数と人口
2019年（平成31年）3月31日現在の世帯数と人口は以下の通りである。
| 丁目       | 世帯数    | 人口    |
| ---------- | --------- | ------- |
| 千島一丁目 | 1,237世帯 | 2,850人 |
| 千島二丁目 | 2,077世帯 | 3,151人 |
| 千島三丁目 | 975世帯   | 1,772人 |
| 計         | 4,289世帯 | 7,773人 |

### 人口の変遷
国勢調査による人口の推移。
| 1995年（平成7年）  | 8,726人 | [ 5 ] |  |
| 2000年（平成12年） | 8,516人 | [ 6 ] |  |
| 2005年（平成17年） | 8,707人 | [ 7 ] |  |
| 2010年（平成22年） | 8,530人 | [ 8 ] |  |
| 2015年（平成27年） | 7,756人 | [ 9 ] |  |

### 世帯数の変遷
国勢調査による世帯数の推移。
| 1995年（平成7年）  | 3,580世帯 | [ 5 ] |  |
| 2000年（平成12年） | 3,828世帯 | [ 6 ] |  |
| 2005年（平成17年） | 4,007世帯 | [ 7 ] |  |
| 2010年（平成22年） | 3,964世帯 | [ 8 ] |  |
| 2015年（平成27年） | 3,764世帯 | [ 9 ] |  |

## 学区
市立小・中学校に通う場合、学区は以下の通りとなる。なお、小学校・中学校入学時に学校選択制度を導入しており、通学区域以外に大正区の小学校・中学校から選択することも可能。
| 丁目       | 番                                    | 小学校                 | 中学校                 |
| ---------- | ------------------------------------- | ---------------------- | ---------------------- |
| 千島一丁目 | 全域                                  | 大阪市立泉尾東小学校   | 大阪市立大正北中学校   |
| 千島二丁目 | 全域                                  | 大阪市立泉尾東小学校   | 大阪市立大正北中学校   |
| 千島三丁目 | 1～14番 15番1～6号・18～23号 18〜19番 | 大阪市立泉尾東小学校   | 大阪市立大正北中学校   |
| 千島三丁目 | 15番7～17号 16〜17番                  | 大阪市立北恩加島小学校 | 大阪市立大正北中学校   |
| 千島三丁目 | 20～24番                              | 大阪市立小林小学校     | 大阪市立大正中央中学校 |

## 事業所
2016年（平成28年）現在の経済センサス調査による事業所数と従業員数は以下の通りである。
| 丁目       | 事業所数  | 従業員数 |
| ---------- | --------- | -------- |
| 千島一丁目 | 140事業所 | 1,157人  |
| 千島二丁目 | 56事業所  | 269人    |
| 千島三丁目 | 104事業所 | 806人    |
| 計         | 300事業所 | 2,232人  |

## 交通
- 阪神高速17号西大阪線
  - 大正東出入口
- 国道43号
- 大阪府道173号大阪八尾線（大正通）
- 千島町東線
- 泉尾町線
- 木津川西岸線
- 紡績大橋筋線

## 施設
- 大正区役所
- 大阪市立泉尾東小学校
- 千島公園（昭和山）
  - 大阪市立千島体育館
  - 千島グラウンド
- 泉尾東公園（栗本鐵工所発祥の地）
- 大阪市立千島体育館
- 大阪市立大正会館（大正区コミュニティセンター）
- 落合上渡船場
- 大正千島郵便局
- 千島ガーデンモール
  - スーパーマルハチ大正店
- 阪神ゴルフセンター 大正店
- 三軒家水門
- 大正内港臨港緑地